# Witte truffel
De witte truffel (Tuber magnatum) is een truffel (ondergrondse bolvormige paddenstoel) uit Piëmont.
Deze truffel is alleen plukvers lekker en verliest de volgende dagen snel aan smaak en geur.
Het aroma van witte truffel wordt met bis(methylthio)methaan gesynthetiseerd.